# Долне Ловчице
Долне Ловчице (на словашки: Dolné Lovčice) е село в окръг Търнава, Търнавски край, западна Словакия. Населението му е 809 души.
Разположено е на 135 m надморска височина, на 11 km югоизточно от град Търнава. Площта му е 5,74 km². Кмет на селото е Томаш Бартович.